# بزرگراه شهید متوسلیان
بزرگراه شهید احمد متوسلیان با نام‌های پیشین بزرگراه فتح و جاده قدیم کرج و با شماره بزرگراه ۲۶ یکی از بزرگراه‌های تهران است که جهت شرقی-غربی دارد. این بزرگراه که در غرب و جنوب غرب تهران واقع شده، از میدان فتح در تقاطع با بزرگراه‌های سعیدی و یادگار امام آغاز شده و به تقاطع با بزرگراه‌های همدانی و لشگری (مخصوص کرج) منتهی می‌شود.
مقر شرکت‌های قدیمی و بزرگی چون شرکت صنایع شیر ایران و شرکت کفش ملی و پاکسان در حاشیهٔ این بزرگ‌راه قرار دارد. طول این بزرگ‌راه ۲۱ کیلومتر و عرض آن ۶۵ متر می‌باشد؛ که از میدان فتح در تقاطع بزرگراه آیت الله سعیدی در شرق آغاز شده و در طول مسیر به‌ترتیب از میدان شیر پاستوریزه، پل کن، بلوار خلیج فارس، بزرگراه آزادگان، سه‌راه شهریار، بلوار ایران‌خودرو (پل ایران‌خودرو)، بلوار کرمان‌خودرو (پل کفش ملی) و بلوار انقلاب می‌گذرد. در انتها نیز بزرگ‌راه متوسلیان به‌وسیلهٔ پل کاروان‌سرای سنگی ۱، از جاده مخصوص کرج گذر می‌کند و به آزادراه تهران-کرج می‌پیوندد. همین‌طور پل کاروان‌سرای سنگی ۲، این اتوبان را به بزرگراه شهید همدانی متصل می‌کند.
شهرها، شهرک‌ها و محله‌های نزدیک بزرگ‌راه:
- شهرقدس، کیلومتر ۲۰
- شهرک دانش
- خلیج فارس (شمارهٔ ۲)

## تقاطع‌ها
| میدان فتح                | بزرگراه سعیدی بزرگراه یادگار امام         |
| دوربرگردان               |                                           |
|                          | پایگاه یکم شکاری مهرآباد                  |
| دوربرگردان               |                                           |
|                          | خیابان سی متری طالقانی                    |
| دوربرگردان               |                                           |
| میدان شیر پاستوریزه      | خیابان چهل و پنج متری زند بلوار الغدیر    |
| دوربرگردان               |                                           |
| دوربرگردان               |                                           |
|                          | بلوار خلیج فارس                           |
| دوربرگردان               |                                           |
|                          | بلوار گلها                                |
| ایستگاه راه‌آهن نیک پسندی |                                           |
|                          | بلوار تهرانسر                             |
|                          | بلوار خزر                                 |
|                          | بزرگراه آزادگان بزرگراه آیت‌الله مهدوی کنی |
|                          | جاده باغستان                              |
| ایستگاه راه‌آهن لشگری     |                                           |
| دوربرگردان               |                                           |
| کارخانه ایران خودرو      |                                           |
|                          | بلوار ایران خودرو                         |
|                          | بلوار کرمان خودرو جاده اندیشه             |
| ایستگاه راه‌آهن ملکی      |                                           |
|                          | بلوار انقلاب شهر قدس                      |
| ایستگاه راه‌آهن شهر قدس   |                                           |
|                          | بزرگراه همدانی بزرگراه لشگری              |
| از غرب به شرق            |                                           |